# Čulym (immissario del lago Čany)
Il Čulym (in russo Чулым?) è un fiume della Russia siberiana occidentale. Scorre nei rajon Kočenëvski, Čulymskij, Kargatskij, Dovolenskij e Zdvinskij dell'Oblast' di Novosibirsk.
Il fiume ha origine nella Steppa di Barabinsk, scorre con direzione mediamente sud-occidentale e sfocia nel lago Malye Čany dopo aver attraversato i laghi Urjum e Sargul'. Ha una lunghezza di 392 km; l'area del suo bacino è di 17 900 km². Gela da dicembre a marzo. Suoi maggiori affluenti sono: da sinistra,il Suma (lungo 111 km) e, da destra, il Kargat.
Sul fiume si trova la città di Čulym; in quel punto è attraversato dalla ferrovia Transiberiana (la sezione Omsk-Novosibirsk) e dall'autostrada R254 «Irtyš».